# КУД „Станко Пауновић“ НИС Рафинерије нафте Панчево
КУД „Станко Пауновић“ НИС Рафинерије нафте Панчево јесте културно-уметничко друштво из Панчева, које је 2010. године освојило златну плакету на републичком такмичењу фолклорних ансамбала и проглашено је за најбоље у Србији.

## Историја КУД-а
КУД „Станко Пауновић“ основан је 1948. године као друштво железничара Панчева.  У том периоду рад се одвијао у две секције: хорски и тамбурашки. Три деценије касније генерални спонзор постаје им Рафинерија нафте Панчево чији је назив додат имену друштва. 
У ансамблу постоји више од петсто чланова окупљених у 12 играчких ансамбала, народни и тамбурашки оркестар, певачку групу. У овом КУД-у постоји и школа свирања на тамбури и фрули, као и радионице за реконструкцију народних ношњи. 
КУД „Станко Пауновић“ је одржао велики број концерата у свом граду, земљи и иностранству. Ансамбл је учествовао на фестивалима широм Европе: у Пољској, Француској, Грчкој, Румунији, Русији, Словачкој, Чешкој, Црној Гори, Тунису, Хрватској, Словенији, Македонији, Шпанији, Португалу Белгији, Аустрији, Холандији, Турској, Украјини, Италији, Швајцарској, Босни и Херцеговини, Бугарској, Мађарској и Енглеској. Друштво је гостовало и у Канади. 
Ансамбл је учествовао на најзначајнијим фестивалима у Србији: БЕМУС у Београду, Вуков сабор у Тршићу, Хомољски мотиви у Кучеву, Сабор српског народног стваралаштва у Тополи, Вршачки венац у Вршцу, Царевчеви дани у Великом Градишту, Црноречје у песми и игри у Бољевцу, Дани етнолошког филма у Београду.
Ансамбл је учествовао у ТВ емисији РТС-а Шљивик и стигао је до полуфинала такмичења. 

### Успеси и награде
Ансамблу је 2003. године додељена Награда града Панчева, за изузетна достигнућа у области културе, као и златна плакета Савеза аматера Србије за 55 година континуираног и успешног рада, а 2011. године и Новембарска награда града Панчева, за изузетна достигнућа у области уметничког стваралаштва.
Године 2015. Културно-уметничко друштво „Станко Пауновић” НИС Рафинерије нафте Панчево био је добитник повеље „Про футуро”, коју традиционално додељује Еврорегионални центар за развој друштва у мултиетничким срединама „In medias res”. 
Године 2010. КУД освоја златну плакету на републичком такмичењу фолклорних ансамбала и проглашено је за најбоље у Србији.  Године 2018. осим златне плакете осваја и посебна признања: за оригиналну ношњу, за колаж шумадијских песама и игара, као и за најдоследније очување традиције. 
Дечији ансамбли КУД-а такође остварују велике успехе, те је тако Дечији ансамбл виших разреда више пута освајао прво место, златну плакету и титулу најбољег дечјег ансамбла Србије. 
КУД „Станко Пауновић“ НИС-РНП, са играма из босилеградског Крајишта, освојило је на „Belgrade award“ фестивалу, одржаном 9. октобра 2021. године у Коларчевој задужбини, 1. место и награду за најбоље извођење кореографије. 
Највећи успеси ансамбла на међународним фестивалима су друго место на светском фестивалу фолклора у Дижону у Француској, као и прво место на фестивалу у Кошицама у Словачкој. Потом следе трећа места на фестивалима фолклора у Самсуну у Турској и у Закопану у Пољској. 

### Фестивали
КУД „Станко Пауновић“ НИС-РНП организује два фестивала. 
- Етно глас - Одржава се од 2001. године.
- Панчево град игре - Одржава се од 2009. године.